# Schweißrauch

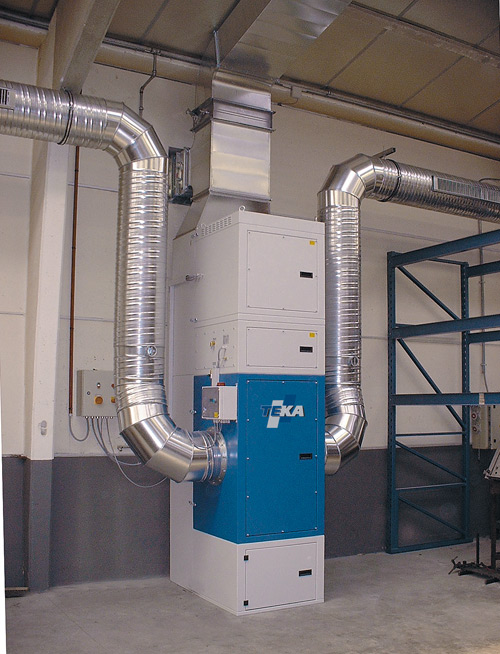
Industrieanlage zur Absaugung von Schweißrauch

Als Schweißrauch werden luftgetragene Partikel bezeichnet, die während des Schweißvorgangs erzeugt werden. Dieselbe Bezeichnung wird auch für die beim thermischen Schneiden entstehenden luftgetragenen Partikel verwendet.

## Hintergrund
Sämtliche Schweißvorgänge sowie verwandte Verfahren sind mit der Entstehung von gesundheitsgefährdenden Stoffen verbunden. Diese treten sowohl gas- als auch partikelförmig auf. Gasförmige Stoffe entstehen dabei üblicherweise aus den eingesetzten und umgebenden Gasen, Partikel aus den Schweißzusätzen und etwaigen Werkstück-Beschichtungen.
Einfluss auf die sich bildenden Schweißrauche haben bei den Lichtbogenverfahren unter anderem:
- Schweißgeschwindigkeit
- Schweißspannung
- Schweißstrom
- Werkstoff, insbesondere dessen Oberflächenzustand und Beschichtung

Werden sich nicht verbrauchende Elektroden eingesetzt, können aus diesen keine Partikel entstehen.
Schweißrauche bestehen größtenteils aus Partikeln mit einem Äquivalentdurchmesser, der kleiner als ein Mikrometer ist. Auch ultrafeine Partikel sind in ihnen in beträchtlichen Größenordnungen enthalten.
Wolfram-Inertgas-Schweißen ist im Vergleich zum Metall-Aktivgas-Schweißen deutlich emissionsärmer.
Eine geringe Schweißrauchentwicklung geht häufig mit einer erhöhten Ozonbildung einher.
Einrichtungen zum Erfassen und Abscheiden von Schweißrauch, der bei der Metallbearbeitung freigesetzt wird, können geprüft und zertifiziert werden. Grundlage dafür ist die „Prüf- und Zertifizierungsordnung der Prüf- und Zertifizierungsstellen im DGUV Test“.